# 마이클 레그
마이클 레그(Michael Legge, 영어 발음: /leɡ/, 1953년 6월 12일 ~ )는 미국의 영화 감독, 배우, 각본가이다.
매사추세츠주에서 태어났다.